# Дениши
Дениши́ (укр. Дениші) — село в Житомирском районе Житомирской области, Украина.

## География
Дениши находятся в 20 км западнее Житомира. Село расположено на скалистом левом берегу Тетерева, в 3 км ниже впадения Бобровки. Занимает площадь 1,324 км².

## История
Село известно с XVIII века, носило название Дунаец. С 1903 г. принадлежало семье Терещенко, которые в 1911 г. построили здесь дворец.
В 1848—1901 годах в селе работал чугунолитейный завод.

## Население
Численность населения по переписи 2001 года составляла 1164 человека.

## Достопримечательности
- Руины усадьбы сахарозаводчиков Терещенко (1910—1911 г., архитектор Павел Голландский[2]).
- Скалы на берегу Тетерева, известные как скалолазный район.
- Бальнеологический курорт и санаторий.
- Свято-Преображенский Тригорский мужской монастырь (в соседнем селе Тригорье).
- 7 июля 1941 на рубеже сел Денеши-Высокая печь , по берегу реки Тетерев 204 ВдБ встала на пути танков 13 ТД Вермахта. 11 августа в Борисполь  из окружения вышли остатки бригады в количестве около 300 человек из 5200. В рапорте командира  204 бригады в штаб Армии это описано короткой фразой  " в результате неудачного боя, бригада была разбита".

## Праздники
Ежегодно в Денишах отмечается День села — 1 суббота августа.

## Местный совет
Село Дениши — административный центр Денишовского сельского совета.
Адрес сельского совета: 12422, Житомирская область, Житомирский р-н, с. Дениши, ул. Ленина, 24.

## Галерея

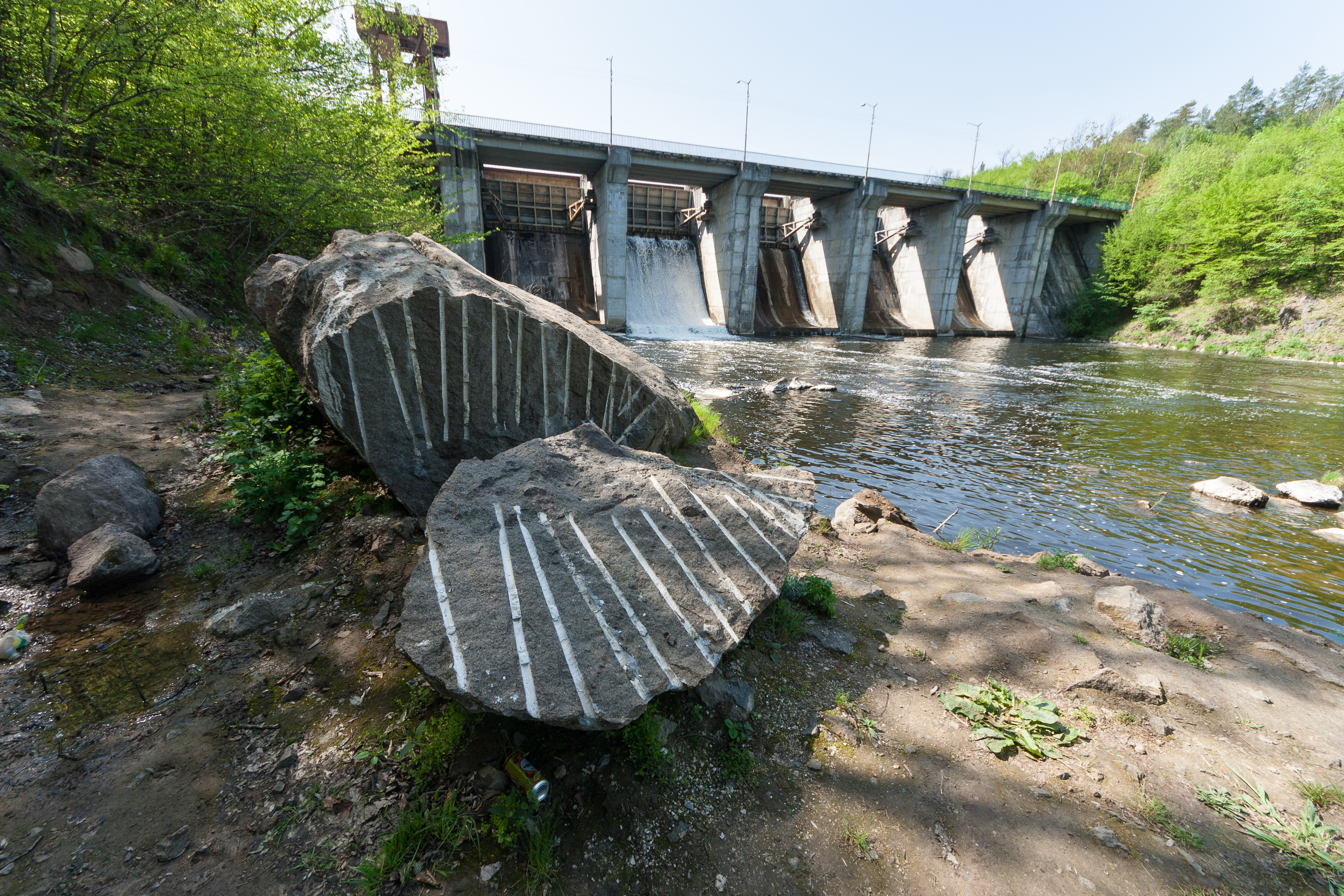
Дамба
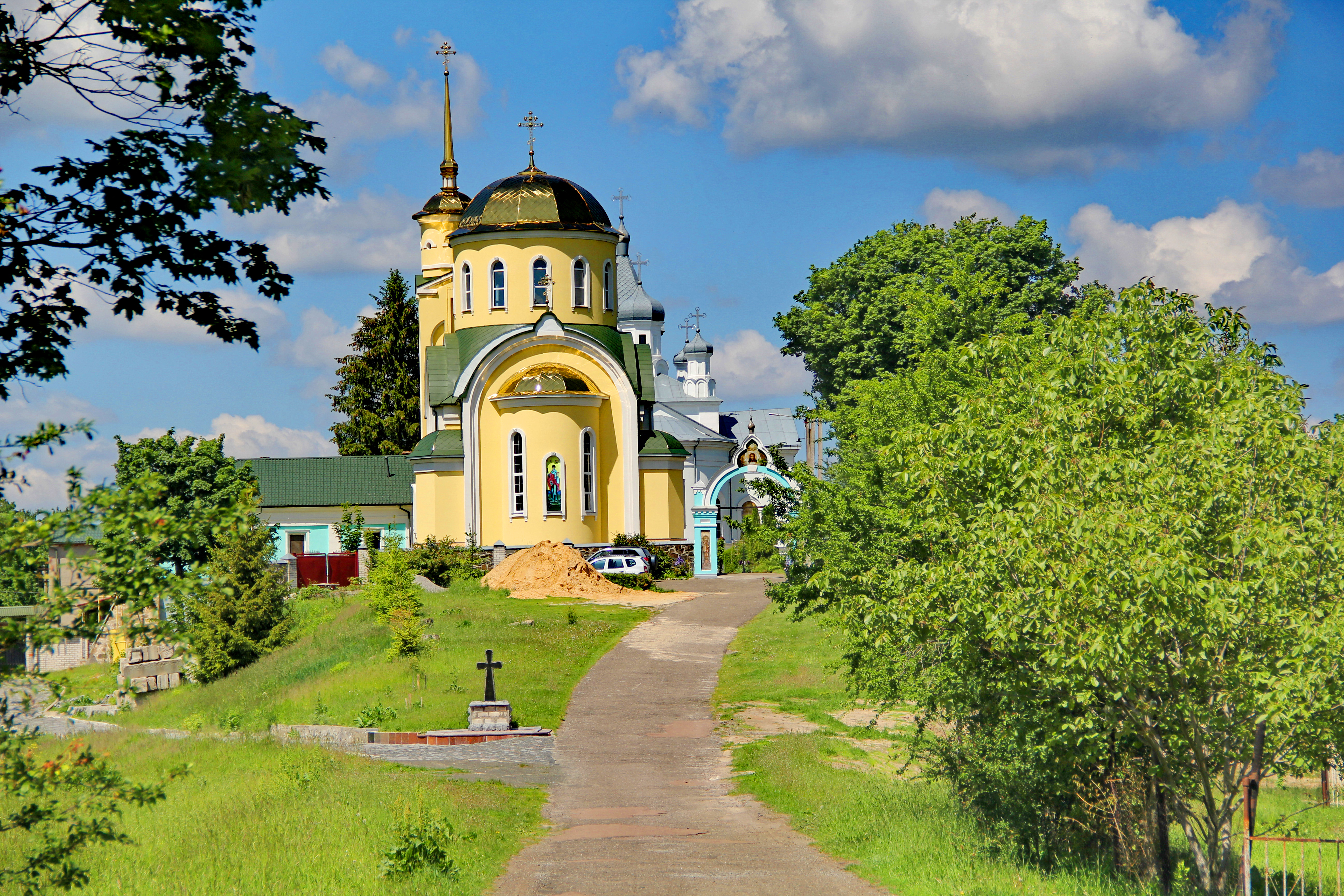
Свято-Преображенский Тригорский мужской монастырь
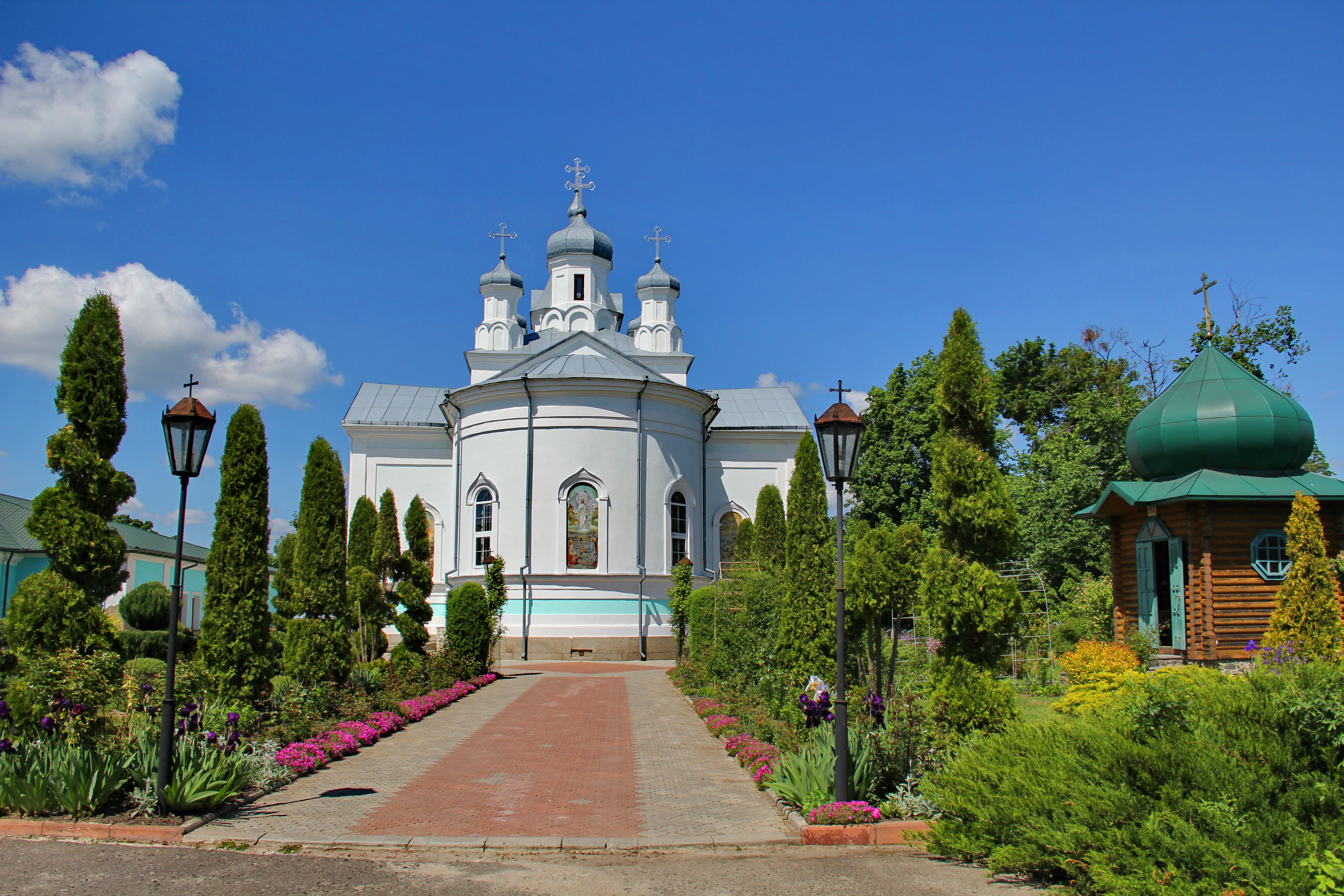
Спасо-Преображенский храм
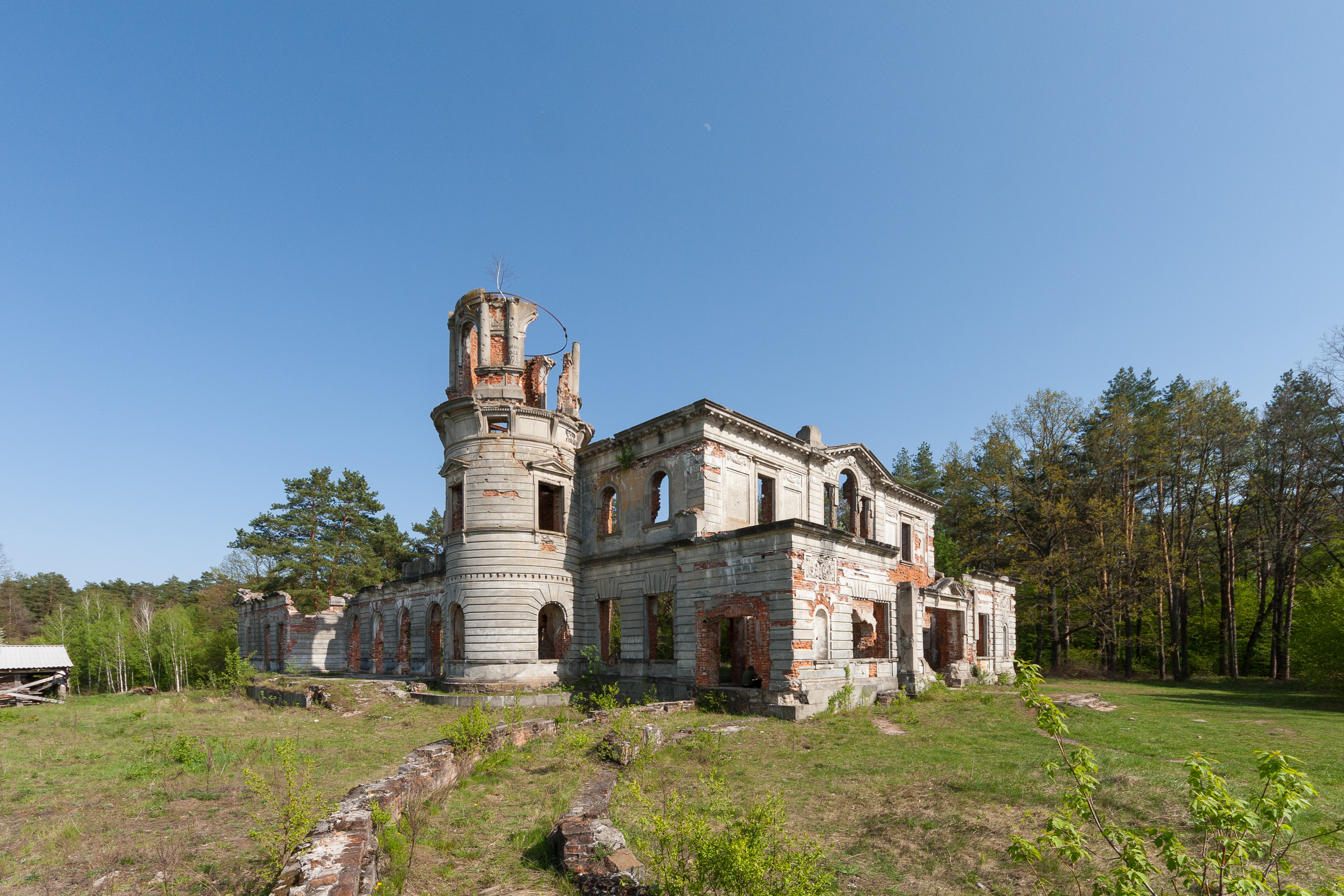
Руины дворца Терещенко
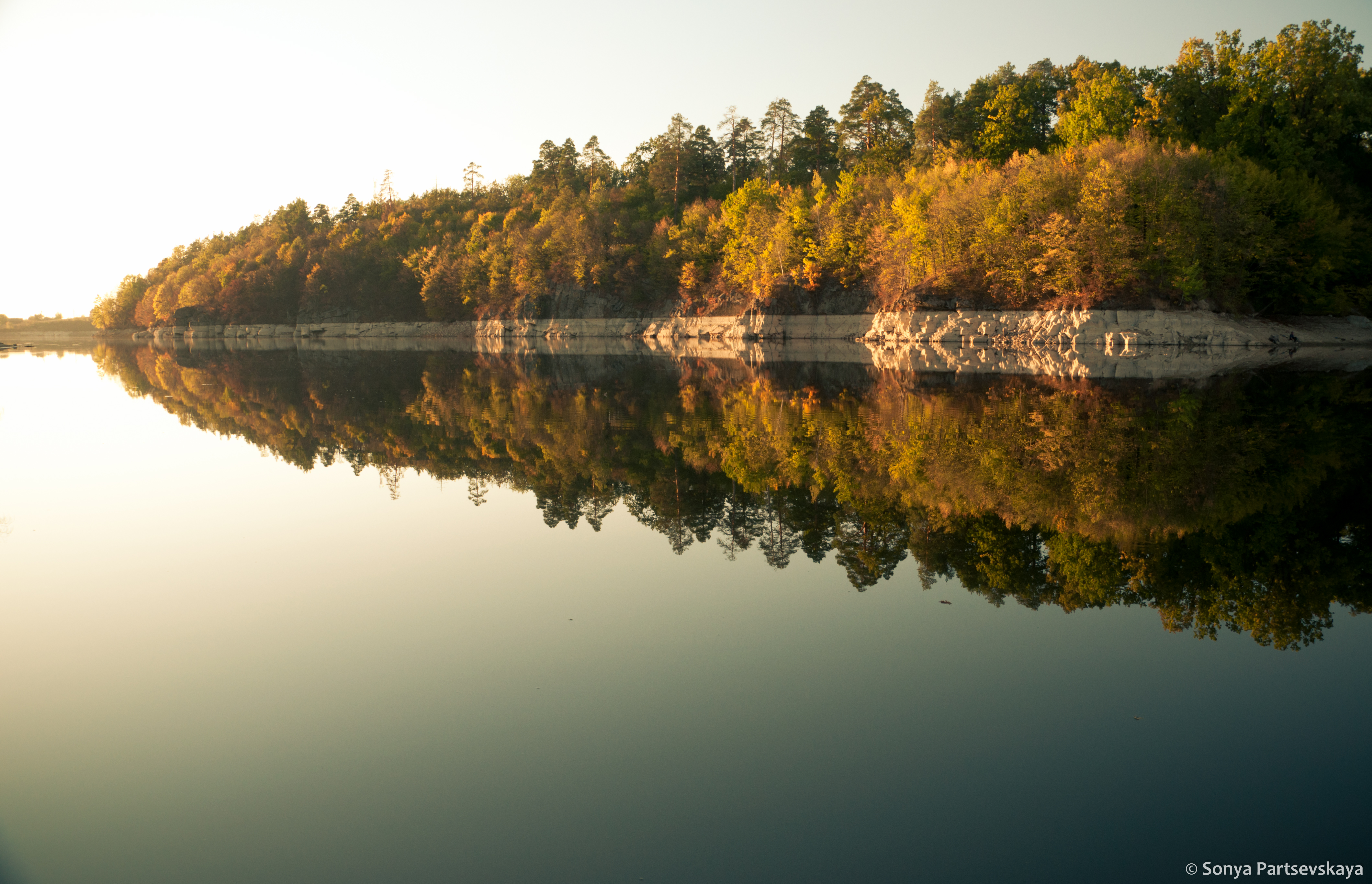
Водохранилище

## Известные уроженцы
- Бондарчук, Владимир Гаврилович (1905—1993) — украинский советский учёный-геолог, педагог, доктор геолого-минералогических наук, ректор Киевского государственного университета им. Т. Г. Шевченко (1944—1951), государственный деятель — заместитель Председателя Совета Министров УССР (1951—1953), академик АН УССР, заслуженный деятель науки УССР, лауреат Государственной премии УССР в области науки и техники.